# Alois Kutík
MUDr. Alois Kutík (ur. 1857 w Starym Plesie – zm. 12 października 1931 w Hořičkach) – czeski lekarz.

## Życiorys
Urodził się w 1857 r. w Starym Plesie w powiecie Náchod.
Studiował w Hradcu Králové, gdzie w dniach 10-14 maja 1875 zdał z wyróżnieniem egzamin dojrzałości. Następnie zgłosił się na Wydział Lekarski Uniwersytetu Karola w Pradze. 9 grudnia 1882 został uznany za doktora medycyny na praskim niemieckim Wydziale Medycznym Uniwersytetu Karola. W Hořičkach rozpoczął działalność jeszcze w tym samym roku.
Dwa lata później w domu nr 10 otworzył tymczasowy szpital i w 1894 r. wybudował w Hořičkach nowoczesne sanatorium. Jako lekarz wprowadził nowych metod leczenia chorób kości i stawów oraz złamań. Był znany jako lekarz-przyjaciel ludu.
Miał obszerną bibliotekę z wielu książkami ze wszystkich dziedzin działalności człowieka, ponieważ
jego zainteresowania były bardzo szerokie. Jego głównym zainteresowaniem jednak była mykologia, a w ogóle cała przyroda.
Był również długoletnim burmistrzem gminy Hořičky. Przyczynił się do jej ładnego wyglądu parkowego, sadzenia drzew oraz przebudowy miejscowych dróg. To dzięki jego staraniom została w 1901 r. wybudowana nowa szkoła, którą podarował kosztownymi pomocami naukowymi.
Zmarł 12 października 1931 w Hořičkach i jest pochowany na miejscowym cmentarzu. Jego następcą został MUDr. Alexandr Kutík. W czasie okupacji niemieckiej było sanatorium w Hořičkach miejscem pomocy i schronienia dla potrzebnych. Po 1948 r. zostało upaństwowiono, w 1950 r. tutaj byli zakwaterowani emigranci z Grecji i w 1952 r. sanatorium zaczęło być używane jako Specjalny Ośrodek Szkolno-Wychowawczy dla Dzieci Niesłyszących.